# Formazza

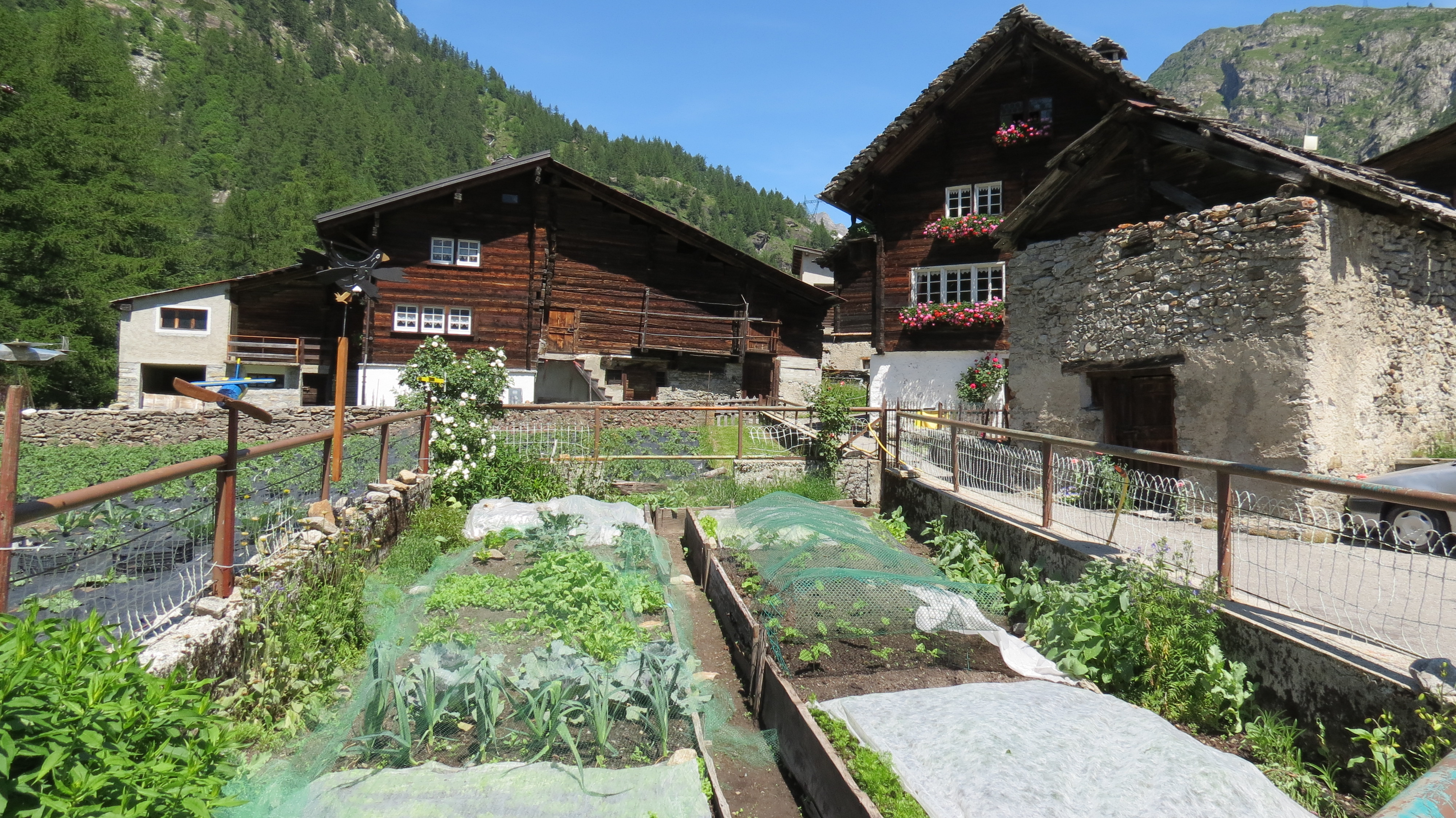
Case walser a Canza/Früttwald

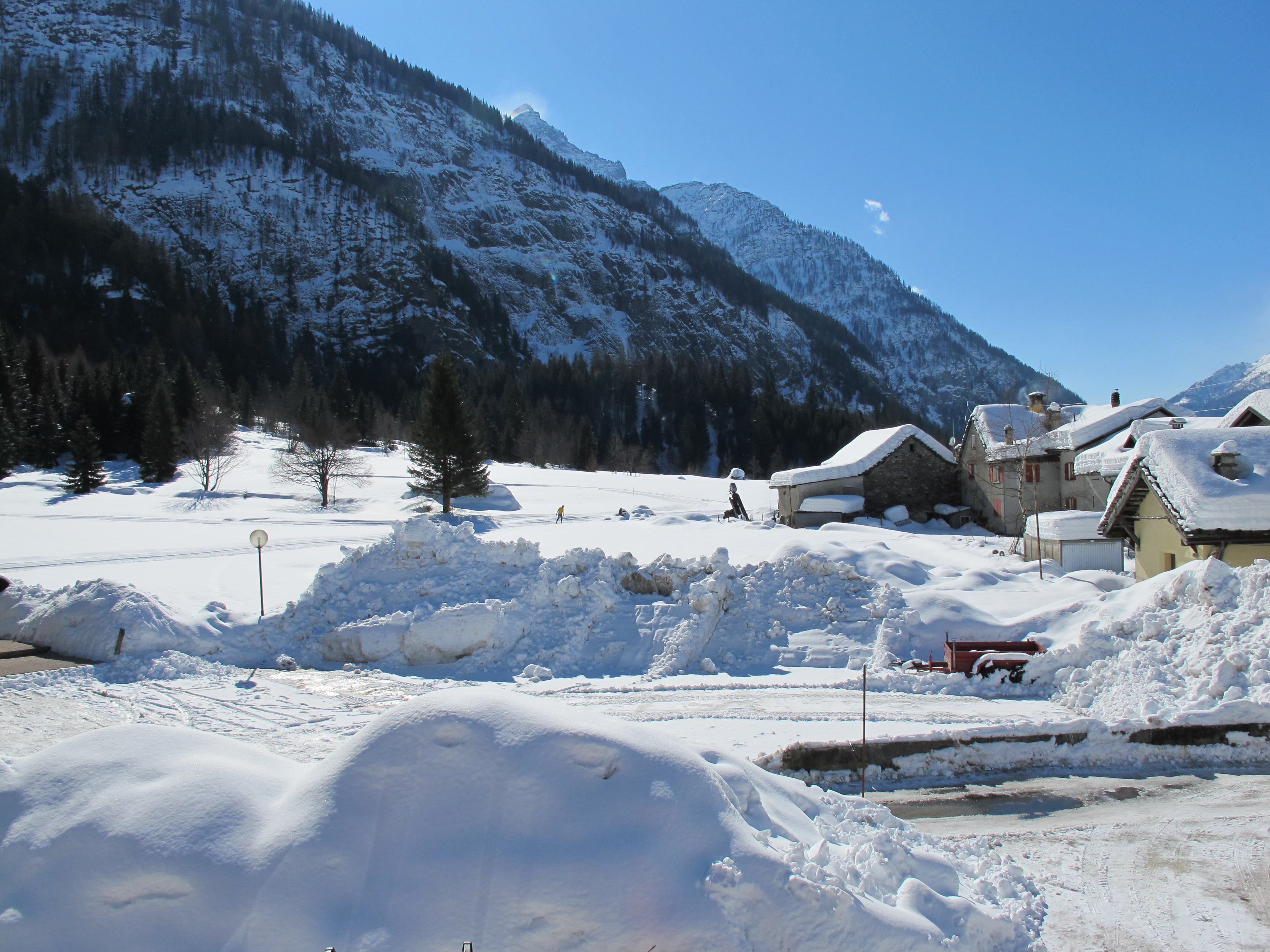
Monti della Val Formazza in inverno

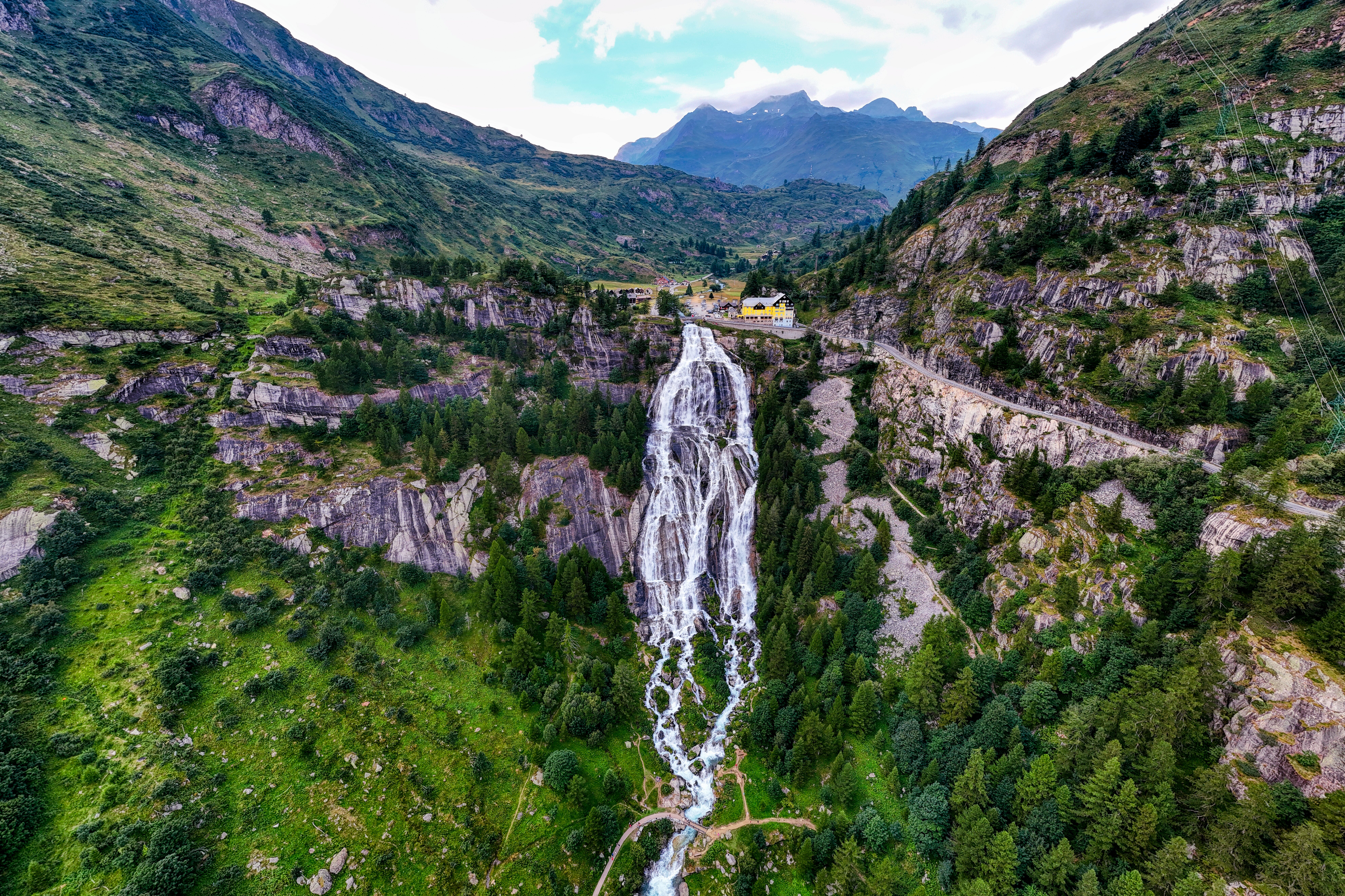
La cascata del Toce

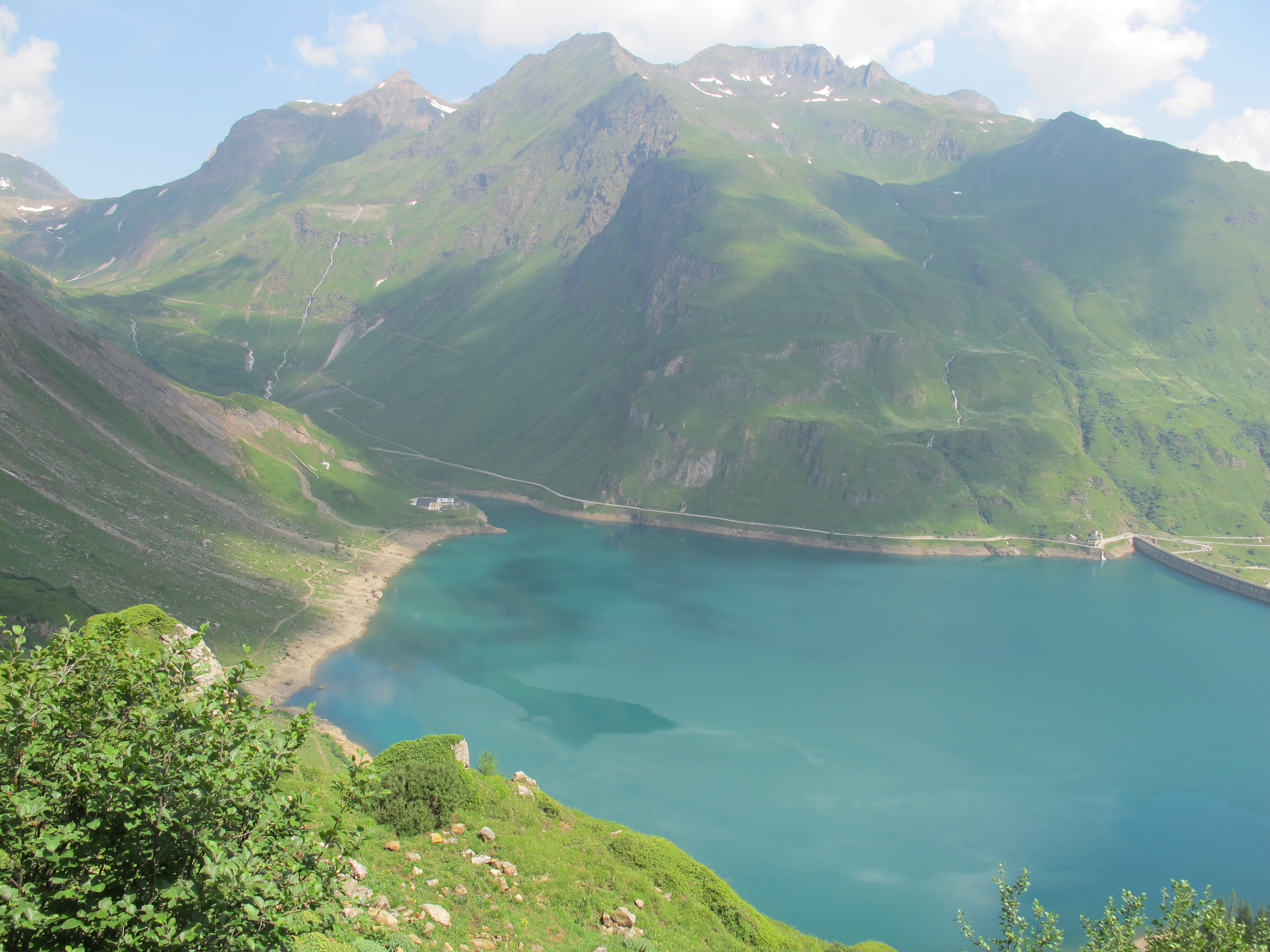
Vista dei monti dalla Diga di Morasco

Formazza (Pomatt in tedesco, Pumätt in dialetto walser, Furmazza in dialetto ossolano) è un comune italiano sparso di 414 abitanti della provincia del Verbano-Cusio-Ossola situato nell'omonima valle.
Costituisce il comune più settentrionale della regione Piemonte e confina a ovest con il cantone svizzero del Vallese e a nord ed est con il Canton Ticino. È anche il più grande comune della sua provincia in termini di estensione territoriale.
Il comune è zona franca come Livigno in Lombardia.

## Geografia fisica
La distribuzione del centro abitato riflette quella degli antichi insediamenti agricoli di origine tedesca, molti piccoli nuclei abitativi sparsi lungo il territorio della valle.

## Storia
La Val Formazza e quindi il centro abitato di Pomatt fino agli anni '20 del XX secolo era raggiungibile solo a dorso di mulo. A partire dal XIII secolo fu una delle principali colonie Walser, colonia madre dei centri abitati di Bosco Gurin e degli insediamenti nell'alto corso del Reno posteriore.
Nel XV secolo i pomatter riuscirono a liberarsi dal dominio feudale della famiglia de Rodis Baceno e dal 1486 l'ordinamento della comunità e delle attività legate ad alpeggi e boschi viene, in parte ancora in tempi moderni, disciplinata dal Thalbuch ("libro della valle") che riconosceva anche autonomia giuridica, indipendente da quella centrale, con un tribunale con competenza civile e penale.

### Simboli
Lo stemma e il gonfalone sono stati concessi con decreto del presidente della Repubblica del 18 aprile 1973.
Il gonfalone è un drappo troncato di azzurro e di bianco.

## Società

### Evoluzione demografica
Abitanti censiti

### Etnie e minoranze straniere
Secondo i dati ISTAT al 31 dicembre 2010 la popolazione straniera residente era di 9 persone.

### Ripartizione linguistica
Secondo una inchiesta del 2001 realizzata in Valle d'Aosta e Piemonte settentrionale mirata a scoprire la distribuzione linguistica attuale, l'82,9% della popolazione parla italiano, il 17,1% parla la lingua walser, mentre l'1,3% parla il tedesco standard come lingua madre. Nonostante ciò, il 98,7% ha dichiarato di conoscere l'italiano, il 60,1% il walser, il 4,7% il tedesco standard e il 3,3% lo svizzero tedesco.
| Lingua madre | 2001  |
| ------------ | ----- |
| Italiano     | 82,9% |
| Walser       | 17,1% |
| Altra lingua | 1,3%  |

## Cultura
Formazza è un'isola linguistica germanofona di lingua e cultura walser e fu il primo paese abitato dai Walser a sud delle Alpi.

## Geografia antropica

### Frazioni e toponimi locali
Le frazioni di Formazza / Pumât sono le seguenti (nella doppia forma italiana e walser):
- Cascata
- Canza / Früttwald - Früduwald
- Chiesa - Alla Chiesa / Zer Chilchu - Andermatten - An där Mattu - In där Mattu
- Fondovalle / Stafelwald - Schtaafuwaald
- Foppiano / Untermstalden - Unnerum Schtaldä
- Sottofrua / Unter der Frütt
- Grovella / Gurfelen - Gurfelä
- Ponte - Al Ponte / Zum Steg - Zumstäg - Zumschtäg - Zer Briggu
- Riale / Kehrbäch(i) - Cherbäch
- Valdo / Wald - Waald
- San Michele / Tuffwaald-Tuffalt

Invece questi sono alcuni toponimi riguardanti alpeggi o gruppi di case:
- Agaro / Ager
- Antillone / Puneigä
- Brendo / In dä Brendu
- Bruggi / Z brennig Hischeru
- Cramec / Gramegg
- Ecco / Egga
- Frua / Uf der Frütt
- Ghighel / Gigelä
- Hei / Hey
- Morasco / Moraschg
- Regina

## Economia
Il paese vive delle centrali idroelettriche dell'Enel, in particolare della centrale di Ponte e del turismo invernale ed estivo.
La pista di fondo di Riale è una delle più belle d'Italia, in futuro sarà completata dal Centro di Preparazione Atletica in altura, in fase di realizzazione da parte della Comunità montane della Regione Piemonte. Per gli appassionati dello sci di fondo la zona offre unitamente a questo circuito, una serie di alternative valide come quella di San Michele o la pista dell'Alpe Devero.
Negli ultimi anni sono state aperte, un po' dovunque, cave per l'estrazione del serizzo; queste offrono un discreto numero di posti di lavoro, ma incidono negativamente sull'aspetto della valle già deteriorata da dighe, centrali, tralicci e fili.

## Amministrazione
Di seguito è presentata una tabella relativa alle amministrazioni che si sono succedute in questo comune.
| Periodo          | Periodo        | Primo cittadino  | Partito      | Carica  | Note         |
| ---------------- | -------------- | ---------------- | ------------ | ------- | ------------ |
| 24 aprile 1995   | 16 maggio 1997 | Claudio Ambiel   | -            | Sindaco | [ 10 ]       |
| 17 novembre 1997 | 28 maggio 2002 | Elena Bernardi   | lista civica | Sindaco | [ 10 ]       |
| 28 maggio 2002   | 29 maggio 2007 | Elena Bernardi   | lista civica | Sindaco | [ 10 ]       |
| 29 maggio 2007   | 7 maggio 2012  | Luigi Antonietti | lista civica | Sindaco | [ 10 ]       |
| 7 maggio 2012    | 11 giugno 2017 | Bruna Piera Papa | lista civica | Sindaco | I° mandato   |
| 11 giugno 2017   | 12 giugno 2022 | Bruna Piera Papa | lista civica | Sindaco | II° mandato  |
| 13 giugno 2022   | in carica      | Bruna Piera Papa | lista civica | Sindaco | III° mandato |

### Altre informazioni amministrative
Fa parte dell'unione montana di comuni Alta Ossola.

## Sport
Il 30 maggio 2003 la 19ª tappa del Giro d'Italia si è conclusa alla cascata del Toce con la vittoria di Gilberto Simoni.

### Impianti sciistici attualmente esistenti
- Seggiovia Sagersboden, costruita dalla ditta Sacif nel 1999
- Sciovia Valdo 1, costruita dalla ditta CCM nel 2001
- Sciovia Valdo 2 (dismesso), costruita dalla ditta Leitner nel 1984
- Sciovia Ponte, costruita dalla ditta Leitner nel 1980
- Tapis roulant Baby Valdo.

### Escursionismo alpino
Interessanti mete turistiche dell'alta val Formazza sono il rifugio 3A, sopra il ghiacciaio Siedel, posto a 2922 m s.l.m. con 80 posti letto e il rifugio Claudio e Bruno presso il lago del Sabbione, posto a 2710 m s.l.m. con 90 posti letto, entrambi di proprietà dell'Operazione Mato Grosso (OMG). Il 21 settembre 2014 è stata inaugurata la Baita del Ghighel (2060 m), dedicata al prof. Guido Tosi, docente universitario, esperto di gestione della fauna alpina, scomparso in un incidente in Val Formazza nel 2011.

### Sci di fondo
Nella frazione di San Michele si trova il Centro Fondo Formazza, con un anello di 12 km che si sviluppano lungo tutte le principali frazioni di Formazza: Chiesa, Fondovalle, San Michele e Ponte.
Si trova un altro anello sempre di 12 Km anche presso l'ultima frazione della valle a Riale.